# Pjotr Michailowitsch Fradkow

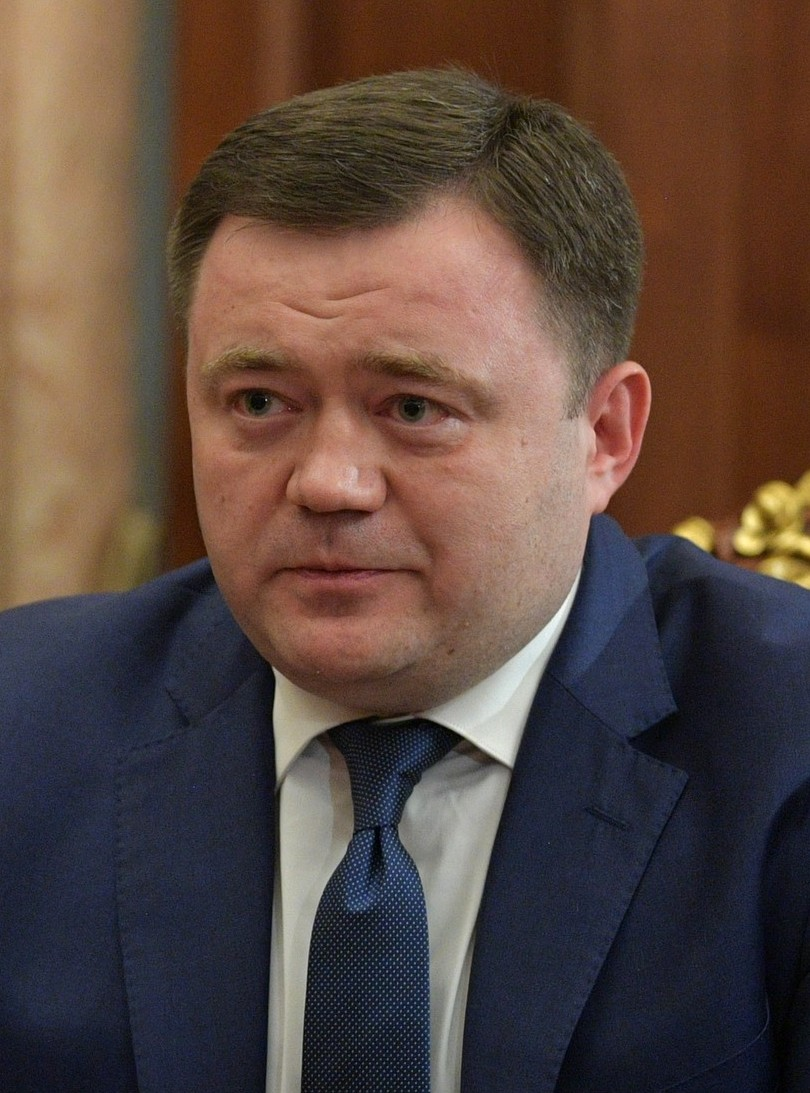
Pjotr Fradkow (2019)

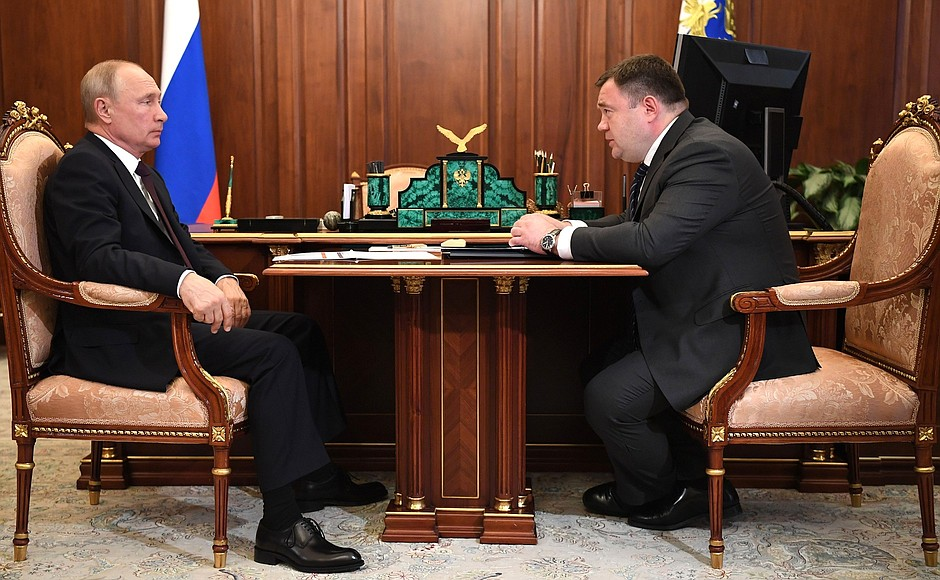
Putin und Fradkow (2020)

Pjotr Michailowitsch Fradkow (russisch Пётр Михайлович Фрадков; * 7. Februar 1978 in Moskau, Sowjetunion) ist ein russischer Ökonom, Banker und Vorsitzender der Promswjasbank PSB und trägt damit als Einziger alle Exekutivbefugnisse für die Bank.
Am 28. Februar 2022 setzte die Europäische Union ihn im Zusammenhang mit dem russischen Überfall auf die Ukraine 2022 auf die schwarze Liste und ließ sein gesamtes Vermögen im Zugriffsbereich der EU einfrieren.

## Herkunft
Pjotr Fradkow ist der Sohn von Michail Jefimowitsch Fradkow (russisch Михаил Ефимович Фрадков), des ehemaligen Direktors des Auslandsgeheimdienstes der Russischen Föderation Sluschba wneschnei raswedki (2007–2016) und ehemaligen Vorsitzenden der Regierung der Russischen Föderation (2004–2007). Seine Mutter Jelena Olegowna (russisch Елена Олеговна) ist Wirtschaftswissenschaftlerin. Der jüngere Bruder Pawel (* 1981) ist stellvertretender Leiter der Präsidialverwaltung der Russischen Föderation.

## Leben
Im Jahr 2000 schloss Fradkow sein Studium am Staatlichen Moskauer Institut für Internationale Beziehungen (Universität) des Außenministeriums der Russischen Föderation mit dem Schwerpunkt Weltwirtschaft ab. In den Jahren 2000 bis 2004 war er stellvertretender Repräsentant sowie Abteilungsleiter der Wneschekonombank in den USA. Die Wneschekonombank ist das russische Pendant zur deutschen Kreditanstalt für Wiederaufbau (KfW). Ab 2004 bis 2005 war er stellvertretender Generaldirektor der FESCO Transportation Group.
In den Jahren 2005 bis 2007 war er Erster Stellvertreter der Direktion der Wneschekonombank. 2007 erwarb er einen Master of Business Administration (MBA) an der Londoner Kingston Business School. Er absolvierte einen zweiten MBA und einen Abschluss in Wirtschaftswissenschaften an der Russische Akademie für Volkswirtschaft und Öffentlichen Dienst beim Präsidenten der Russischen Föderation.
Ab Juni 2007 war er stellvertretender Vorstandsvorsitzender der Wneschekonombank. Ab Oktober 2011 bis Dezember 2014 war im Vorstand der Wneschekonombank, sowie Vorstandsvorsitzender und Generaldirektor der FESCO Transportation Group und der EXIAR, einer russischen Regierungsbehörde, die im Oktober 2011 als Nachfolgerin der seit 1996 bestehenden Russian Export-Import Insurance Company gegründet wurde. Ab Dezember 2014 war er Erster stellvertretender Vorsitzender der Wneschekonombank. Ab April 2015 war er Geschäftsführer des Russischen Exportzentrums (REZ), ein russisches Unternehmen, das 2015 gegründet wurde, um den russischen Export zu entwickeln mit Hauptsitz in Moskau im WTC World Trade Center.
Seit September 2018 ist Fradkow Vorsitzender der Promswjasbank, einer staatlichen russischen Bank. Die Bank untersteht direkt den Weisungen des Präsidenten der Russischen Föderation, Wladimir Putin. Gemäß der EU-Sanktionsverordnung vom 28. Februar 2022 leistet die Bank russischen Entscheidungsträgern, die für die Destabilisierung der Ukraine und die rechtswidrige Annexion der Krim verantwortlich sind, materielle oder finanzielle Unterstützung. Die auf der Halbinsel Krim tätige Promswjasbank finanziere den russischen Verteidigungssektor und das russische Militär und habe zudem den massiven Aufmarsch russischer Truppen an der Grenze zur Ukraine und die Präsenz russischer Truppen auf der Halbinsel Krim unterstützt.